# Juan Ignacio Lasa
Juan Ignacio Lasa Araiztegui (Legazpia, Guipúzcoa, España, 30 de diciembre de 1938-San Sebastián, 27 de febrero de 2025) fue un futbolista español que se desempeñaba como defensa.

## Clubes
| Club                    | País   | Año       |
| ----------------------- | ------ | --------- |
| Real Sociedad de Fútbol | España | 1960-1968 |
| C. A. Osasuna           | España | 1969-1970 |